# Andrij Burdiuh
Andrij Mykołajowycz Burdiuh (ukr. Андрій Миколайович Бурдюг, ur. 29 grudnia 1988 w Sumach) – ukraiński futsalista, zawodnik z pola, obecnie zawodnik Red Devils Chojnice. 
Jest on wychowankiem SumDU Sumy, z którym pięciokrotnie zdobywał akademickie mistrzostwo Ukrainy. W barwach Monolita Charków oraz ŁTK Ługańsk występował w ukraińskiej Ekstra-lidze. Burdiuh jest byłym młodzieżowym reprezentantem Ukrainy oraz akademickim wicemistrzem Europy. . W sezonie 2018/2019 był on najlepszym strzelcem występującego w ekstraklasie Red Devils Chojnice. W kolejnym sezonie z SumDu zajął siódme miejsce w ukraińskiej Ekstra-lidze, po czym powrócił do polskiego Red Devils Chojnice.